# ネメシス/S.T.X
『ネメシス/S.T.X』（Star Trek Nemesis）は、2002年のアメリカ映画であり、『スタートレック』の劇場版第10作。『新スタートレック』の登場人物が出演する劇場版の第4作で、製作前よりこのメンバーでの撮影は最後とされることが予定されていた。そのため『新スタートレック』を含めた24世紀を舞台とするシリーズ作品全体の完結篇となりうるように作られている。
アクションシーンとコンピュータグラフィックス、『スタートレック』シリーズ初登場のレムス人や新型宇宙艦「シミター」などが見所である。

## タイトル
タイトルの「ネメシス」は、ローマ神話の復讐の女神を意味する。劇中にネメシスという言葉は表れないが、中心となる登場人物のシンゾンの行動とストーリーの内容を暗示している。原題はスタートレックシリーズで伝統的な「Star Trek: ○○」の形である。
日本語題は前作までの慣例なら「スタートレック ネメシス」となるところだが、劇場公開タイトルではスタートレックが省かれ「ネメシス」である。ただし日本語版DVDのタイトルは「スター・トレック ネメシス」である。副題の「S.T.X」の「X」は、スタートレックの映画版での本作品の通し番号「十」を意味するローマ数字である。

## ストーリー
2379年、惑星ロミュラスのロミュラン帝国で謎の人物シンゾンによるクーデターが発生したころ、地球では惑星連邦宇宙艦エンタープライズの元副長ライカーと、カウンセラーのトロイとの結婚式が行われていた。
エンタープライズはトロイの故郷の惑星へ向かう途上でロミュランとの中立地帯近くから発せられる陽電子波（ポジトロニックサイン）を感知、データのプロトタイプで兄とも言えるアンドロイド「B-4（）」を発見する。B-4は修理されデータの記憶を与えられるが、うまく記憶できない。
その直後、エンタープライズにロミュラン帝国との和平交渉の任務が下る。ロミュラスへと到着したピカードはロミュランの新総督シンゾンがピカードのクローンであることを知る。ピカード艦長とシンゾンの交渉は進み、惑星連邦とロミュラン帝国との距離は縮まったかのように見えた。
しかしシンゾンは、B-4を利用してエンタープライズ号から宇宙艦隊の機密を盗み、さらに、シンゾンの乗艦シミターを訪れていたピカードとデータを拉致した。ピカードらはなんとか脱出し、B-4は停止させられた。また、シンゾンの目的が、己の病気の治療のためピカードから骨髄移植を受けることと、シミターに搭載した超巨大セラロン放射線発射装置を使って地球の全生物を滅ぼすことだと明らかになる。
エンタープライズが地球防衛のための配備に向かう途中、ピカードを狙うシンゾンが超巨大戦艦シミターで襲撃してきた。ロミュランの援護もあったが、最新最強のシミターには歯が立たず、またピカードの「血を引く」シンゾンの将才もあり、ついに大破に追い込まれたエンタープライズは、隙を見てシミターに正面突撃した。双方とも甚大な被害を受けて戦闘不能になったため、シンゾンはピカードの奪取を断念し復讐を果たすべくエンタープライズにセラロン放射線を放とうとする。セラロン放射線阻止のためピカードが、そしてデータがシミターに乗り込む。

## キャスト
※括弧内は日本語吹き替え
- ジャン＝リュック・ピカード大佐 / 艦長 - パトリック・スチュワート（麦人）
- ウィリアム・ライカー中佐 / 副長 - ジョナサン・フレイクス（大塚明夫）
- データ少佐 / B-4 - ブレント・スパイナー（大塚芳忠）
- ジョーディ・ラ＝フォージ少佐 - レヴァー・バートン（星野充昭）
- ウォーフ少佐 - マイケル・ドーン（銀河万丈）
- カウンセラー・ディアナ・トロイ中佐 - マリーナ・サーティス（高島雅羅）
- ドクター・ビヴァリー・クラッシャー中佐 - ゲイツ・マクファデン（一城みゆ希）
- キャスリン・ジェインウェイ提督 - ケイト・マルグルー（松岡洋子）
- シンゾン - トム・ハーディ（猪野学）
- レムス人副長官 - ロン・パールマン（廣田行生）
- ドナトラ - ディナ・メイヤー（塩田朋子）

日本語吹き替え版
- 演出：清水洋史、翻訳：桜井裕子、制作：東北新社
- その他声の出演：有本欽隆、西村知道、小池亜希子、斉藤次郎、加藤悦子、吉野貴宏

## 演出
- 本作でデータ少佐が歌っている歌は「ブルー・スカイ[3]」という曲である。もともとは1926年のミュージカル『ベッツィー』のために書かれて大ヒットし、1946年に公開された映画『ブルー・スカイ』にも使われた。ジャズのスタンダード・ナンバーとして知られ、現在も多くのジャズミュージシャンにカバーされている。
- 本作からCGI担当がインダストリアル・ライト&マジック社からデジタル・ドメイン社に変更になり、U.S.S.エンタープライズEの形状も前2作とは細部が変更されている。具体的には魚雷ランチャーとフェイザーアレイの追加、ワープナセルがやや上方へ角度を変更、シャトルベイ周囲の外部隔壁追加などである。

## 削除シーン
いくつかの削除シーンがあり、撮影されたが編集でカットされたシーンの一部がDVDの特典映像として収録されている。
- 脚本段階では、ウェスリーがU.S.S.タイタンでの任務を受けエンタープライズを去ることになったと説明されるシーンがあった。（DVD未収録、ブルーレイには収録されている。）
- シンゾンが早い段階で姿を見せるシーンがあったが、シンゾンの容姿が明らかになってしまうためカットされ、ピカードらの前に現れるシーンが初登場となった。（DVD収録）
- 『スタートレック:エンタープライズ』第3シーズンでヘイズ少佐を演じたスティーブン・カルプが、ライカーの後任としてエンタープライズEの副長に任命されたマッデン中佐を演じてエピローグの一部が撮影されたが、公開時にはマッデン中佐の登場シーンは全て削除されてしまった。マッデンはライカーのいたずらに引っ掛かり、初対面でピカード艦長をファーストネームで呼び捨てにしてしまう。